# 정전편향

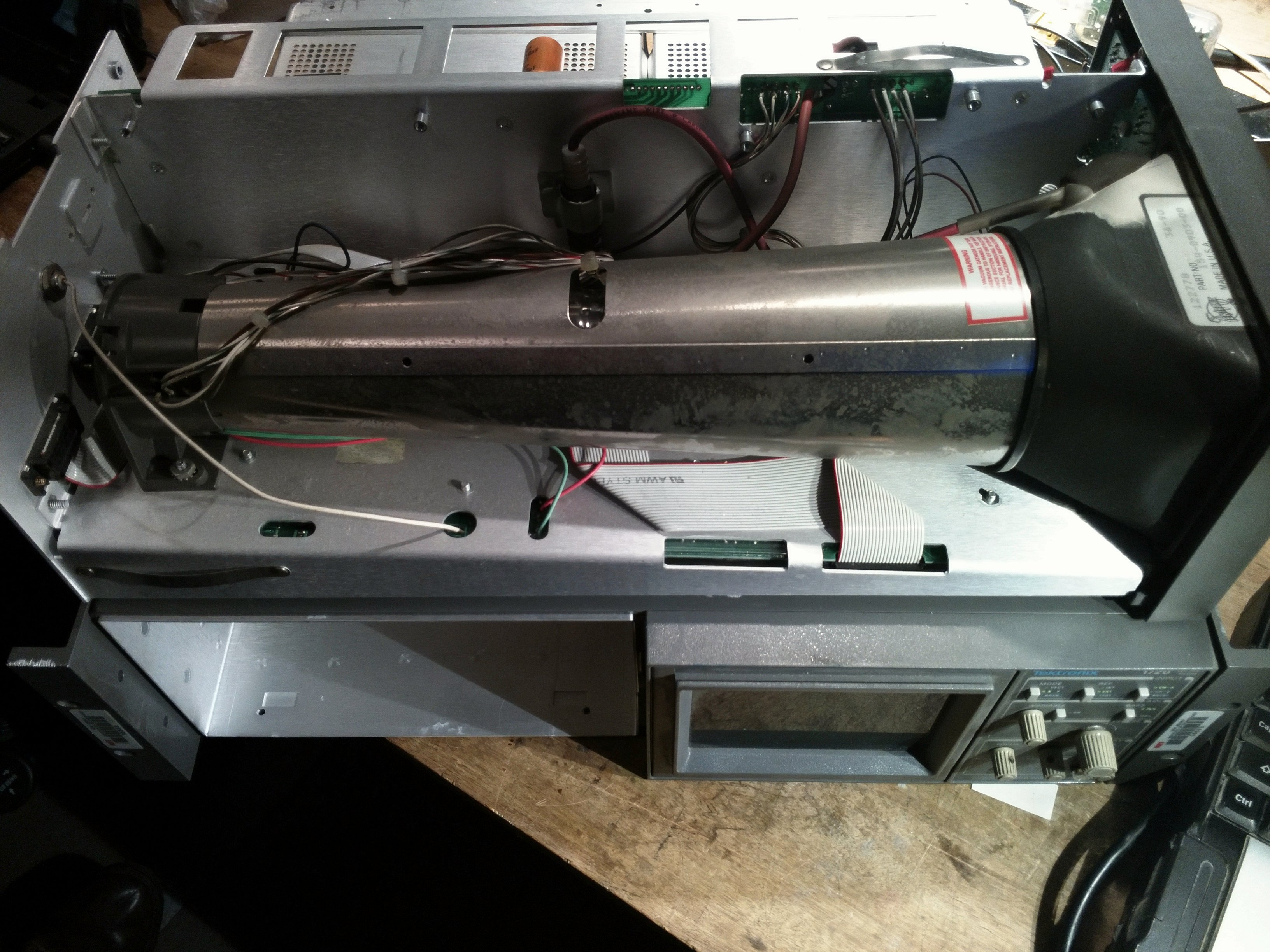
이 텍트로닉스(Tektronix) 벡터스코프의 CRT는 정전편향을 사용한다. 약간의 각도만 허용하며 심도가 매우 깊은 관을 요구한다.

정전편향(靜電偏向, Electrostatic deflection)은 전자선 등에 정전기장을 적용시킴으로써 나아갈 방향을 변경하는 일을 말한다.
정전편향의 브라운관에는 관의 목 부분에 평행한 평면전극(平面電極)이 2조 붙어 있다. 전자빔은 이 틈을 통하여 스크린에 향하는데 지금 마주보는 두 장의 평면전극에 전압을 걸면 전자는 마이너스의 전기를 가지고 있으므로 플러스의 전극 쪽으로 끌려서 그 진행방향이 달라진다.
이 때문에 평면전극을 2조 직교(直交)시켜 두면 스크린 위의 발광점(發光點：이것을 휘점이라고 한다)의 위치를 자유롭게 이동시킬 수가 있다. 동시에 전자빔의 양을 신호에 응하여 증감하면 휘점의 밝기가 달라져서 스크린 위의 도형에 농담(濃淡)을 갖게 할 수도 있다.
이 정전편향방식은 주로 전기측정용(電氣測定用)으로서 오실로스코프(oscilloscope)등에 쓰이며 텔레비전 수상에는 거의 이용되지 않고 있다. 텔레비전에서는 화상이 밝아야 하므로 전자의 속도를 높게 하는데, 빔의 이동은 에 비례하여 감소하므로 편향에 필요한 전압이 높아져서 불리하다.

## 같이 보기
- 전기
- 정전기